# Lares

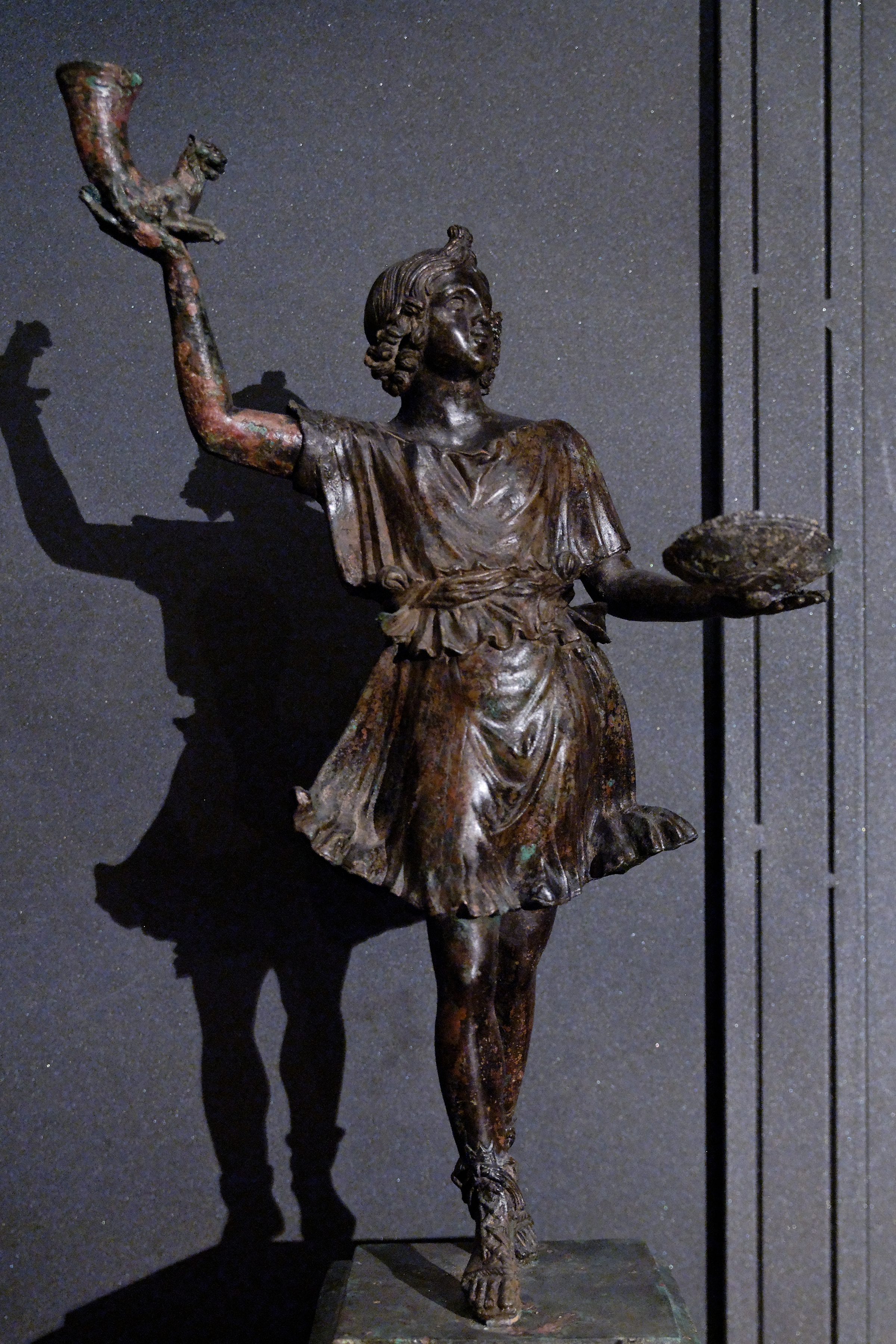
Statuetă din bronz, sec. I. (Muzeele Capitoline din Roma)

Lar (la singular) și Lares (reprezintă doi zei romani), preluați din mitologia etruscă. Fii nimfei Lara și ai zeului Mercurius, născuți - după mitul inițial - din viol. Lares erau venerați ca divinități protectoare ale Romei. În credințele mitologice populare mai târzii, Lares se multiplică și sunt socotiți suflete ale strămoșilor care ocrotesc toate familiile cărora le aparținuseră, ca și grupurile umane mai mari:
- Lares domestici - aveau grija gospodăriei și a căminului familial;
- Lares praestites - patronau orașul;
- Lares compitales - protejau cartierele și răspântiile;
- Lares permarini - ocroteau pe navigatori;
- Lares militares - ocroteau soldații;
- Lares rurales - ocroteau țăranii.

În fiecare casă romană, un altar special din atrium, numit Laralia, era împodobit cu imaginile Larilor casnici, cărora li se puneau ghirlande de flori la sărbătorile familiale, ca unor apărători ai vetrei.